# Guido Sommi Picenardi
Guido Sommi Picenardi (Cremona, 16 novembre 1839 – Torre de' Picenardi, 23 giugno 1914) è stato uno storico e letterato italiano.
Fu il quarto marchese di Calvatone.

## Biografia
Nobile di origini cremonesi, storico e appassionato di letteraura, autore di molti saggi critici e soprattutto biografo dei Cavalieri di Malta. Nel 1857 a Firenze furono esumati i resti di Giovanni dalle Bande Nere, ma il processo verbale venne scritto solo nel 1888 proprio ad opera di Guido Sommi Picenardi
Da non confondersi con il nipote Guido Sommi Picenardi (1892-1949), giornalista, critico e musicista d'ambito Futurista, restato soprattutto famoso perché fu ritratto due volte,  nel 1925, dalla pittrice polacca Tamara de Lempicka.

## Opere
- Castel Goffredo e i Gonzaga, 1864, Milano[5]
- Cremona durante il dominio de' Veneziani (1499-1509), 1866, Milano[6]
- Stradivarius: versi, 1874, Firenze
- Ricordo della Marchesa Giulia Sommi Picenardi nata Contessa Manna Roncadelli, 1875
- Della famiglia di Cabrin Fondulo signore di Milano, 1877, Milano
- Rime, 1881, Napoli
- Alla gentil giovinetta Teresa Marcello patrizia veneta nelle sue nozze con Alfredo Agostini..., 1882
- La famiglia Sommi memorie e documenti di storia cremonese, 1893
- D'alcuni documenti concernenti Claudio Monteverde, 1895, Milano
- Le Torri de' Picenardi: memorie e illustrazioni, 1909, Modena
- Luigi Dovara, gentiluomo cremonese, agente mediceo alla corte di Filippo II, 1911, Firenze
- Luigi Dovara, gentiluomo cremonese, agente mediceo alla corte di Filippo II, 1911
- Dell'Ordine cavalleresco "Societé Loyale" in Venezia, 1911
- Le Torri de' Picenardi : memorie e illustrazioni, 1985, Cremona